# 国際連合安全保障理事会決議225
国際連合安全保障理事会決議225（こくさいれんごうあんぜんほしょうりじかいけつぎ225、英: United Nations Security Council Resolution 225）は、1966年10月14日に国際連合安全保障理事会で採択された決議である。レソトの国際連合への加盟申請を検討した上で、国際連合総会に対して承認勧告を行った。